# Olavi Vauhkonen
Olavi Vauhkonen, född 24 januari 1989 i Helsingfors, Finland, är en finländsk ishockeyspelare som spelar för Tappara i Liiga.